# Wonneberg
Wonneberg – miejscowość i gmina w południowo-wschodnich Niemczech, w kraju związkowym Bawaria, w rejencji Górna Bawaria, w regionie Südostoberbayern, w powiecie Traunstein, wchodzi w skład wspólnoty administracyjnej Waging am See. Leży około 5 km na północny wschód od Traunsteinu.

## Demografia
Dane o ludności z 31 grudnia 2008:
| Opis                                | Ogółem | Ogółem | Kobiety | Kobiety | Mężczyźni | Mężczyźni |
| ----------------------------------- | ------ | ------ | ------- | ------- | --------- | --------- |
| Jednostka                           | osób   | %      | osób    | %       | osób      | %         |
| Populacja                           | 1465   | 100    | 736     | 50,24   | 729       | 49,76     |
| Wiek przedprodukcyjny (0–17 lat)    | 307    | 20,96  | 164     | 11,19   | 143       | 9,76      |
| Wiek produkcyjny (18–65 lat)        | 938    | 64,03  | 450     | 30,72   | 488       | 33,31     |
| Wiek poprodukcyjny (powyżej 65 lat) | 220    | 15,02  | 122     | 8,33    | 98        | 6,69      |

## Polityka
Wójtem gminy jest Josef Mayr FWWW, rada gminy składa się z 12 osób.
|      | Zieloni | FWWW | ÜWG | Razem |
| 2008 | -       | 7    | 5   | 12    |
| 2002 | 1       | 8    | 3   | 12    |